# Andrea Nahles
Andrea Nahles (Mendig, 20 giugno 1970) è una politica tedesca.

## Biografia
Esponente dal 1988 del Partito Socialdemocratico di Germania, leader dal 1995 al 1999 del suo movimento giovanile (Jusos), ne ricopre dal 13 novembre 2009 fino al 16 dicembre 2013 la carica di Segretario Generale.
Dal 17 dicembre 2013 Nahles è Ministro del lavoro e degli affari sociali per la SPD nella grande coalizione di Angela Merkel. Una delle prime misure da lei introdotte è il salario minimo. Nahles fa parte della sinistra del partito.
Il 22 aprile 2018, Nahles è stata eletta presidente dei socialdemocratici tedeschi con il 66.35% dei consensi, nel corso del congresso del partito che si è tenuto a Wiesbaden. Si tratta della prima volta che una donna raggiunge questo incarico nella pluricentenaria storia della SPD.
Il 2 giugno 2019, dopo che il partito socialdemocatico ha ottenuto il 15,82% alle elezioni politiche europee del 2019, in forte calo rispetto al voto precedente, ha dato le dimissioni dell'incarico.

### Vita privata
È sposata con uno storico d'arte e ha una figlia.